# Grzegorz Kaszak
Grzegorz Kaszak (ur. 24 lutego 1964 w Choszcznie) – polski duchowny rzymskokatolicki, doktor nauk teologicznych, biskup diecezjalny sosnowiecki w latach 2009–2023, od 2023 biskup senior diecezji sosnowieckiej.

## Życiorys
Urodził się 24 lutego 1964 w Choszcznie. Ukończył liceum ogólnokształcące w Zespole Szkół Nr 1 w Choszcznie. W 1983 został przyjęty do Wyższego Seminarium Duchownego w Gościkowie-Paradyżu, które kształciło kapłanów dla diecezji gorzowskiej, koszalińsko-kołobrzeskiej i szczecińsko-kamieńskiej. W trakcie studiów przeniósł się do nowo powstałego seminarium duchownego w Szczecinie, gdzie ukończył formację teologiczno-filozoficzną. Święceń prezbiteratu udzielił mu 18 czerwca 1989 w bazylice katedralnej św. Jakuba w Szczecinie biskup diecezjalny szczecińsko-kamieński Kazimierz Majdański. W 1990 został skierowany na studia specjalistyczne w zakresie teologii moralnej na Papieskim Uniwersytecie Świętego Krzyża w Rzymie. W 1998 uzyskał doktorat na podstawie dysertacji Amore responsabile e contraccezione nelle catechesi di Giovanni Paolo II (Odpowiedzialna miłość i antykoncepcja w katechezach Jana Pawła II).
W latach 1989–1990 był wikariuszem w parafii św. Wojciecha Biskupa Męczennika w Świnoujściu. W latach 1992–2002 pracował w Papieskiej Radzie ds. Rodziny. W 1997 został sekretarzem przewodniczącego rady kardynała Alfonsa Lópeza Trujilla. W latach 2002–2007 był rektorem Polskiego Papieskiego Instytutu Kościelnego w Rzymie, zamieszkałego przez księży kontynuujących studia na watykańskich uczelniach. Od listopada 2007 do lutego 2009 ponownie był pracownikiem Papieskiej Rady ds. Rodziny, sprawując z woli papieża Benedykta XVI urząd sekretarza tej dykasterii. W tym czasie uczestniczył m.in. w przygotowaniach VI Światowego Spotkania Rodzin w Meksyku w 2009. W 1998 otrzymał godność kapelana Jego Świątobliwości.
4 lutego 2009 papież Benedykt XVI mianował go biskupem diecezjalnym diecezji sosnowieckiej. 28 marca 2009 otrzymał święcenia biskupie i odbył ingres do bazyliki katedralnej Wniebowzięcia Najświętszej Maryi Panny w Sosnowcu. Głównym konsekratorem był kardynał Józef Glemp, prymas Polski, a współkonsekratorami kardynał Stanisław Dziwisz, arcybiskup metropolita krakowski, oraz Stanisław Nowak, arcybiskup metropolita częstochowski. Jako zawołanie biskupie przyjął słowa „Facere voluntatem Tuam” (Pełnić wolę Twoją). 29 września 2023 złożył rezygnację ze sprawowanego urzędu, którą papież Franciszek przyjął 24 października 2023.
W strukturach Konferencji Episkopatu Polski został członkiem Rady ds. Rodziny. W 2014 był współkonsekratorem podczas sakry biskupa pomocniczego szczecińsko-kamieńskiego Henryka Wejmana.